# Puente Caporal
Puente Caporal, även La Guancha, är en ort i kommunen Malinalco i delstaten Mexiko i Mexiko. Samhället hade 597 invånare vid folkräkningen år 2020.